# 泰朗·艾華頓·馬素爾
泰朗·艾華頓·馬素爾（Tyrone Everton Marshall，1974年11月12日—）一般称作泰朗馬素爾，是一名牙買加退役足球運動員，目前執掌美國職業足球大聯盟辛辛那提足球俱樂部的預備隊MLS Next ProFC辛辛那提二隊的兵符。